# Museo POLIN de Historia de los Judíos Polacos
El Museo POLIN de Historia de los Judíos Polacos (en polaco: Muzeum Historii Żydów Polskich; en inglés: Museum of the History of the Polish Jews) es un museo emplazado en el lugar donde estuvo el antiguo gueto de Varsovia. La palabra hebrea Polin que da nombre al museo significa ‘Polonia’, aunque también se emplea como composición, po+lin, cuyo significado es ‘descanso aquí’, en referencia a una leyenda sobre la llegada de los primeros judíos a Polonia. Gran parte del museo está al aire libre.
La primera piedra del museo fue colocada en 2007 y el museo fue inaugurado el 19 de abril de 2013. La exposición principal abrió sus puertas en octubre de 2014 y consiste en una exposición multimedia y parcialmente interactiva sobre la historia comunidad judía en Polonia durante mil años, desde la Edad Media hasta la II Guerra Mundial y el Holocausto.
El edificio, una estructura posmoderna en vidrio, cobre y hormigón, fue diseñado por los arquitectos finlandeses Rainer Mahlamäki y Ilmari Lahdelma.

## Historia

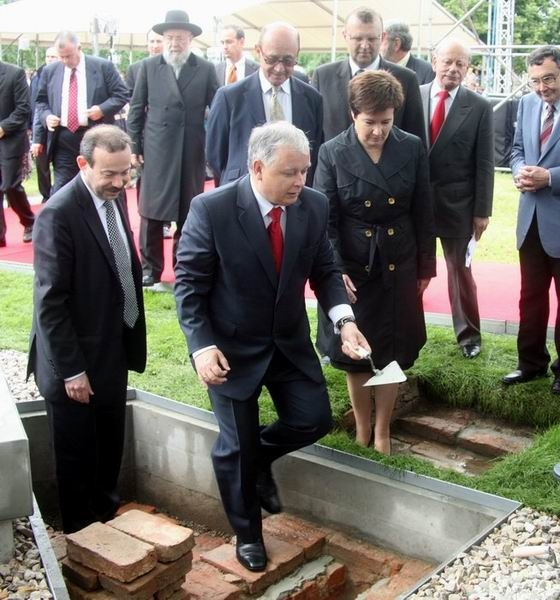
El presidente de la República de Polonia, Lech Kaczynski, colocando la primera piedra del Museo POLIN, el 26 de junio de 2007

La idea de crear un nuevo museo en Varsovia dedicado a la historia de los judíos polacos surgió en 1995 a propuesta de la Asociación del Instituto de Historia Judía de Polonia. Ese mismo año, el Ayuntamiento de Varsovia destinó un terreno para ese proyecto en el barrio de Muranów (donde se encontraba el barrio judío de Varsovia antes de la guerra y donde se emplazó el Gueto de Varsovia), frente al Monumento a los Héroes del Gueto de Varsovia. En 2005, la Asociación del Instituto de Historia Judía de Polonia estableció una colaboración público-privada con el Ministerio polaco de Cultura y Patrimonio Nacional y el Ayuntamiento de Varsovia. El primer director del Museo fue Jerzy Halbersztadt. En septiembre de 2006, se levantó una carpa llamada Ohel (la palabra hebrea para tienda de campaña) diseñada especialmente para albergar exposiciones y eventos en el lugar donde el museo tendría su futura ubicación.
En 2005 se abrió un concurso internacional de arquitectura para el diseño del edificio, financiado con una subvención del Ministerio de Cultura y Patrimonio Nacional. El 30 de junio de 2005, el jurado anunció que el ganador era un equipo de dos arquitectos finlandeses arquitectos, Rainer Mahlamäki e Ilmari Lahdelma. El 30 de junio de 2009, se puso oficialmente la primera piedra del edificio. El proyecto se completó en 33 meses con un coste total de 320 millones de zlotys, de los cuales algo menos de la mitad fueron aportados por el Ministerio y el Ayuntamiento. Además de los ingresos generados por el propio Museo y junto a otras aportaciones, el Ministerio polaco de Cultura y el Ayuntamiento de Varsovia contribuyen anualmente a su financiación.
El edificio abrió sus puertas y el museo comenzó sus programas educativos y culturales el 19 de abril de 2013, coincidiendo con el 70.º Aniversario del Levantamiento del Gueto de Varsovia. Durante los primeros 18 meses, más de 180.000 personas recorrieron el edificio, visitaron las primeras exposiciones temporales y participaron en programas y actividades culturales y educativos, incluyendo proyecciones de películas, debates, talleres, performances, conciertos y conferencias. La Inauguración Oficial, con la colección permanente ya terminada, tuvo lugar el 28 de octubre de 2014. La exposición permanente documenta y celebra los mil años de la historia de la comunidad judía en Polonia, diezmada por el Holocausto.
En 2016, el museo ganó el Premio del Museo Europeo del Año, concedido por el European Museum Forum.

## Construcción
El Museo se encuentra frente al monumento conmemorativo del Levantamiento del Gueto de Varsovia de 1943. El ganador del concurso de arquitectura fue Rainer Mahlamäki, del estudio de arquitectura 'Lahdelma & Mahlamäki Oy, de Helsinki, cuyo proyecto fue elegido de entre las 100 candidaturas que concurrieron al concurso internacional de arquitectura. La empresa polaca Kuryłowicz & Associates fue la responsable de su construcción. El exterior minimalista del edificio está revestido con escamas de vidrio y una malla de cobre. La palabra Polin se encuentra serigrafiada en los cristales, en letras latinas y hebreas.

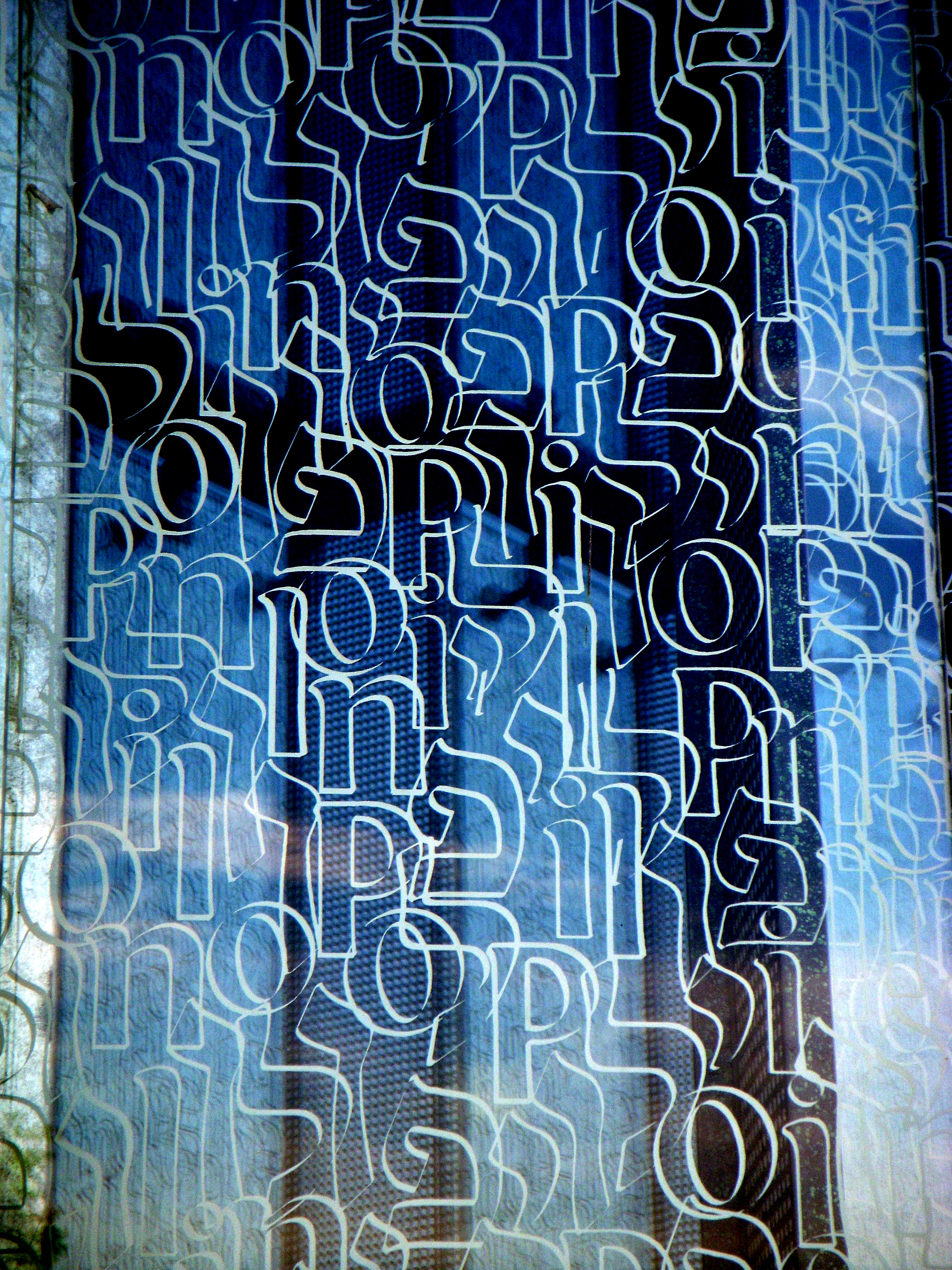
La palabra Polin escrita con letras hebreas y latinas

La característica central del edificio es el espacioso recibidor de su entrada, con aspecto de caverna. Este espacio está formado por unas paredes altas y onduladas. El espacio vacío es un símbolo de las grietas en la historia de los judíos polacos. Su forma es similar a la de un cañón o garganta, lo que podría ser una referencia a la travesía del Mar Rojo narrada en el Éxodo. El museo cuenta con casi 13.000 metros cuadrados de espacio útil. En el nivel más bajo, en el sótano del edificio, se exhibe una exposición sobre la historia de los judíos desde la Edad Media hasta la época moderna. El edificio del museo también dispone de un auditorio multiusos con 480 asientos, salas de exposiciones temporales, un centro educativo, un centro de información, una sala de juegos para niños, cafetería, tienda y un restaurante kosher.
Dado que el museo presenta toda la historia de los judíos en Polonia, y no sólo durante el período de la ocupación alemana, los diseñadores quisieron evitar similitudes con los museos del Holocausto (como el Museo Judío de Berlín o el museo de Yad Vashem), basados en unas austeras estructuras de hormigón. Los arquitectos diseñaron el museo con colores arenosos, dándole un carácter más acogedor.

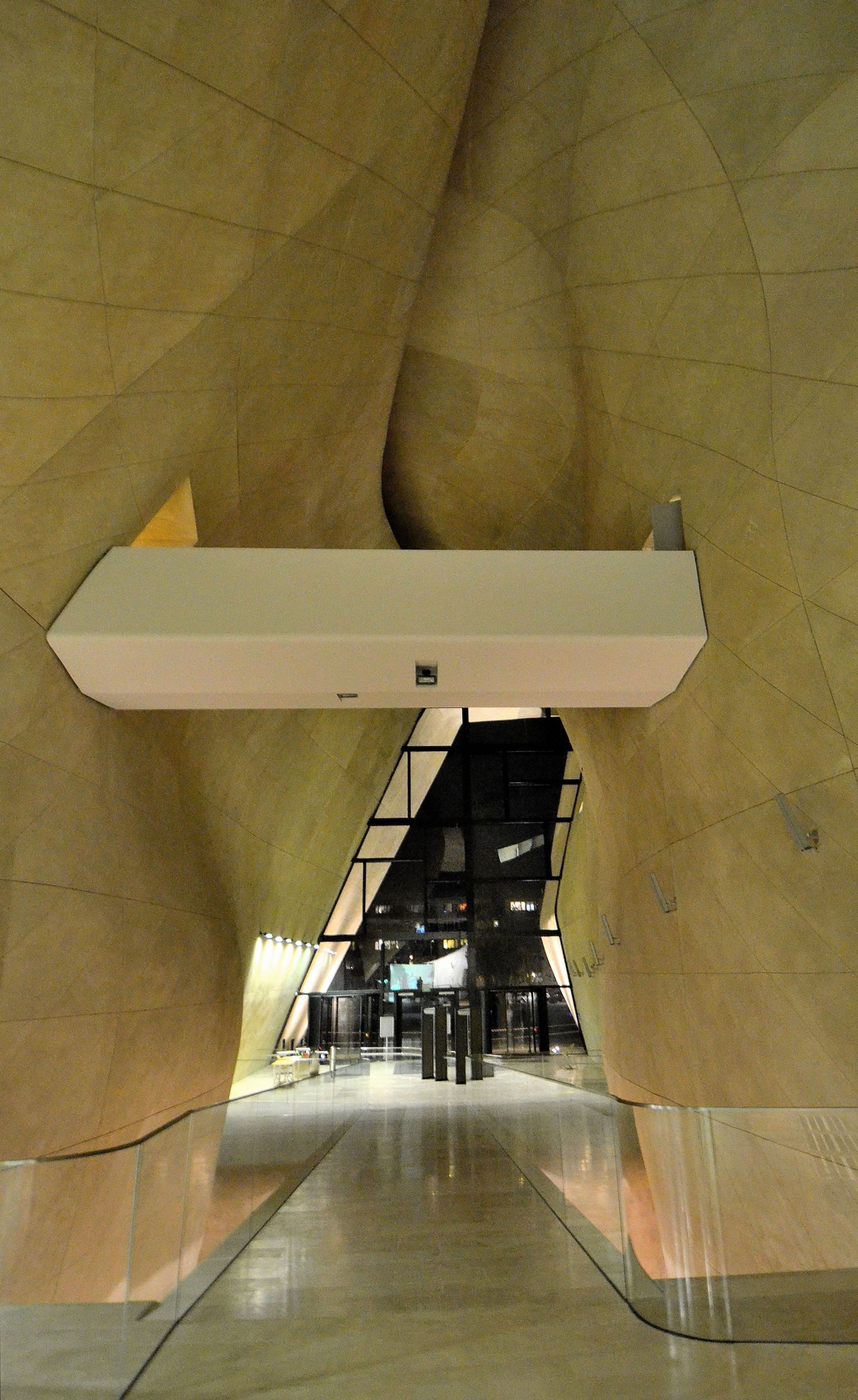
Recibidor y sala principal

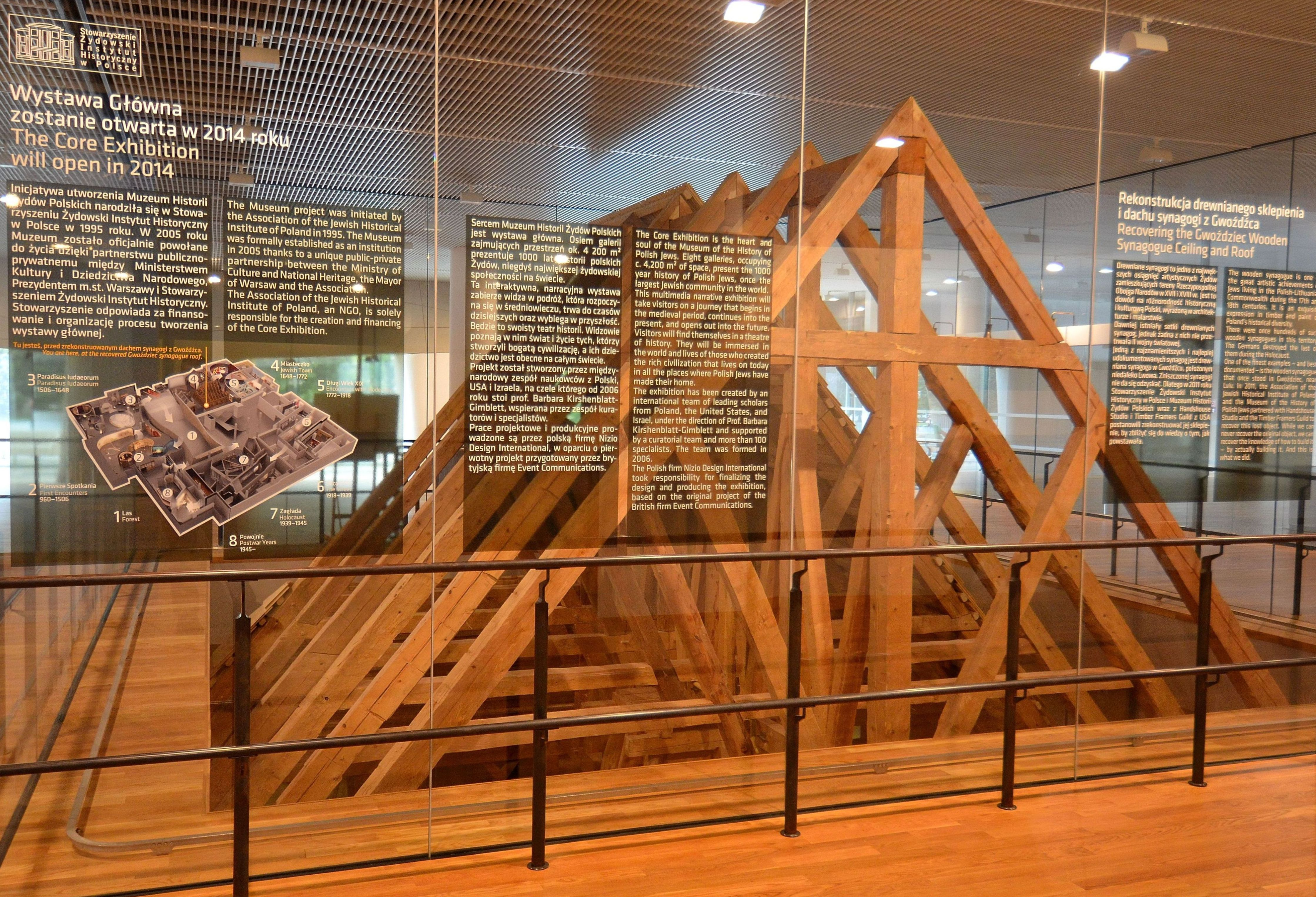
Reconstrucción del techo de la sinagoga de Gwoździec

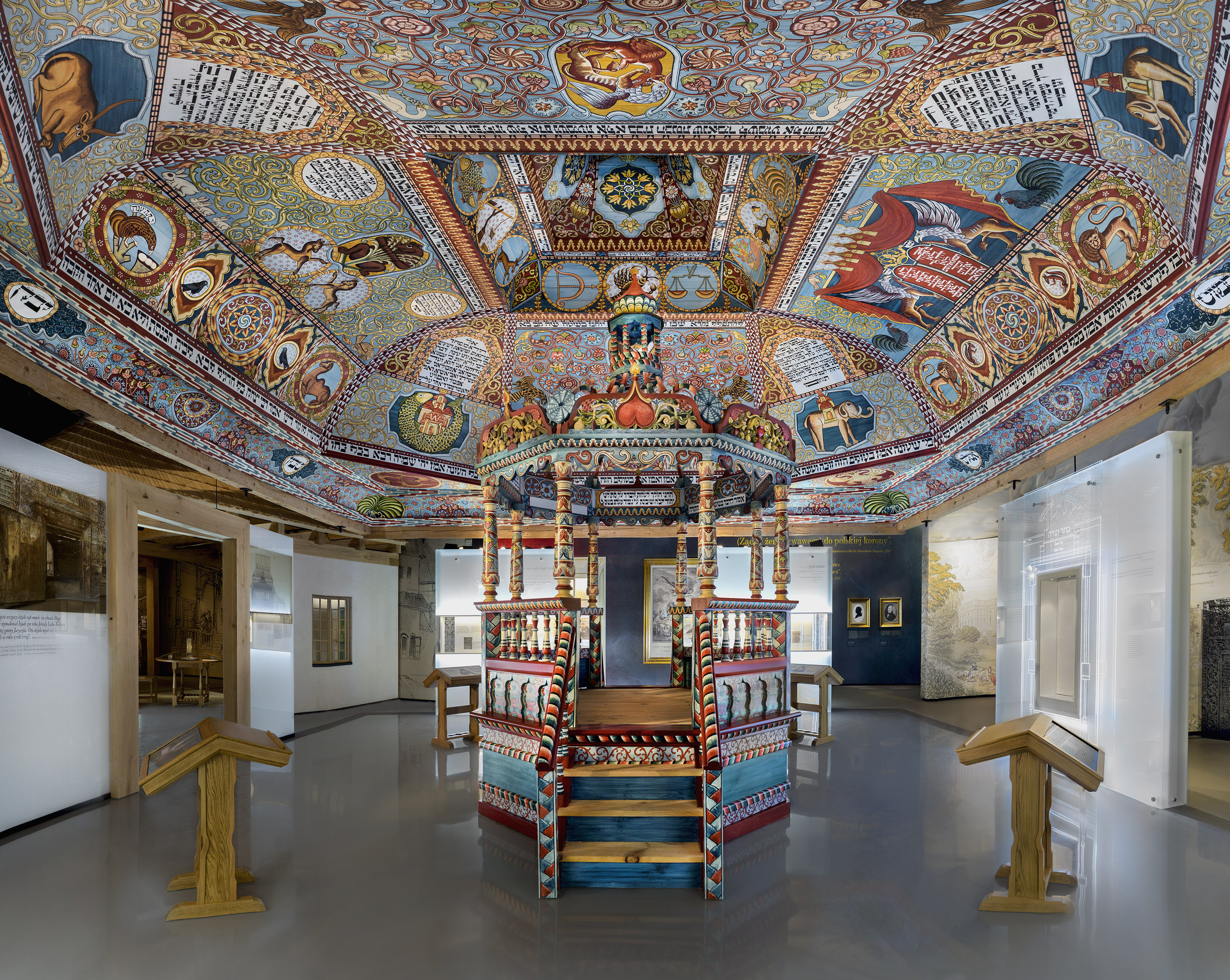
Reconstrucción de la bóveda y de la bimah de la sinagoga de Gwoździec en el Museo de Historia de los Judíos polacos

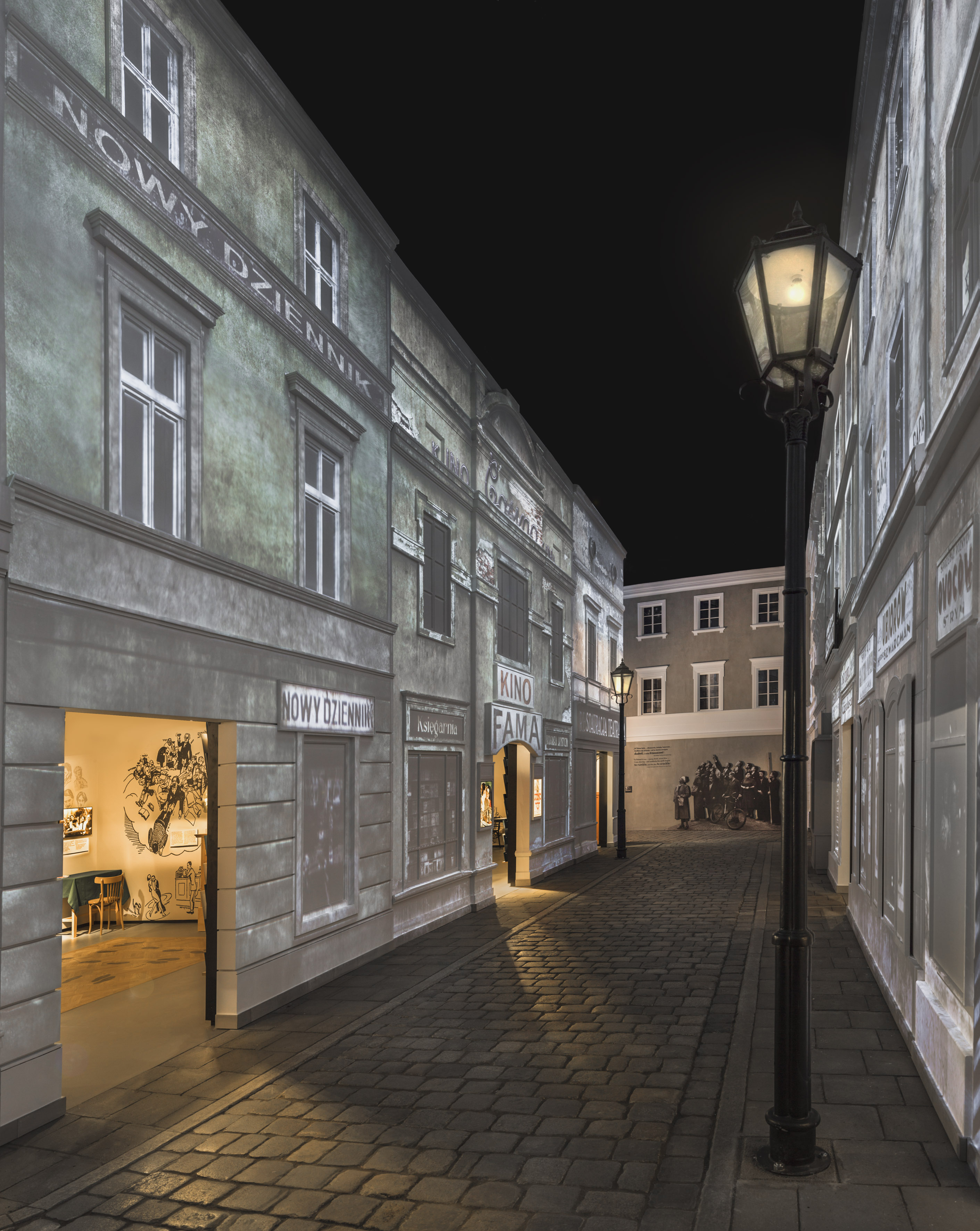
Galería "Una calle judía", con entradas a salas de exposiciones

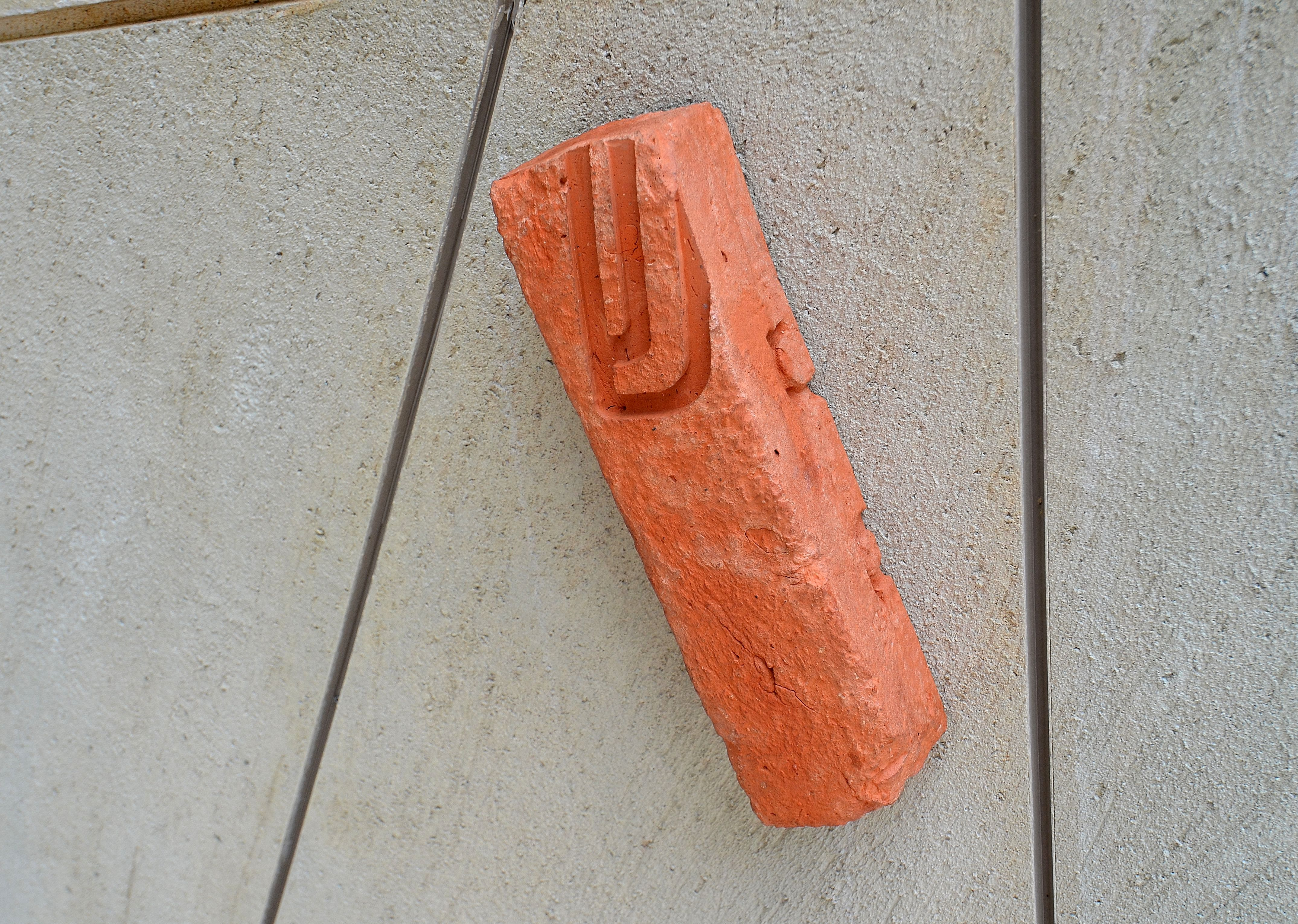
Mezuzá tradicional en la entrada del edificio

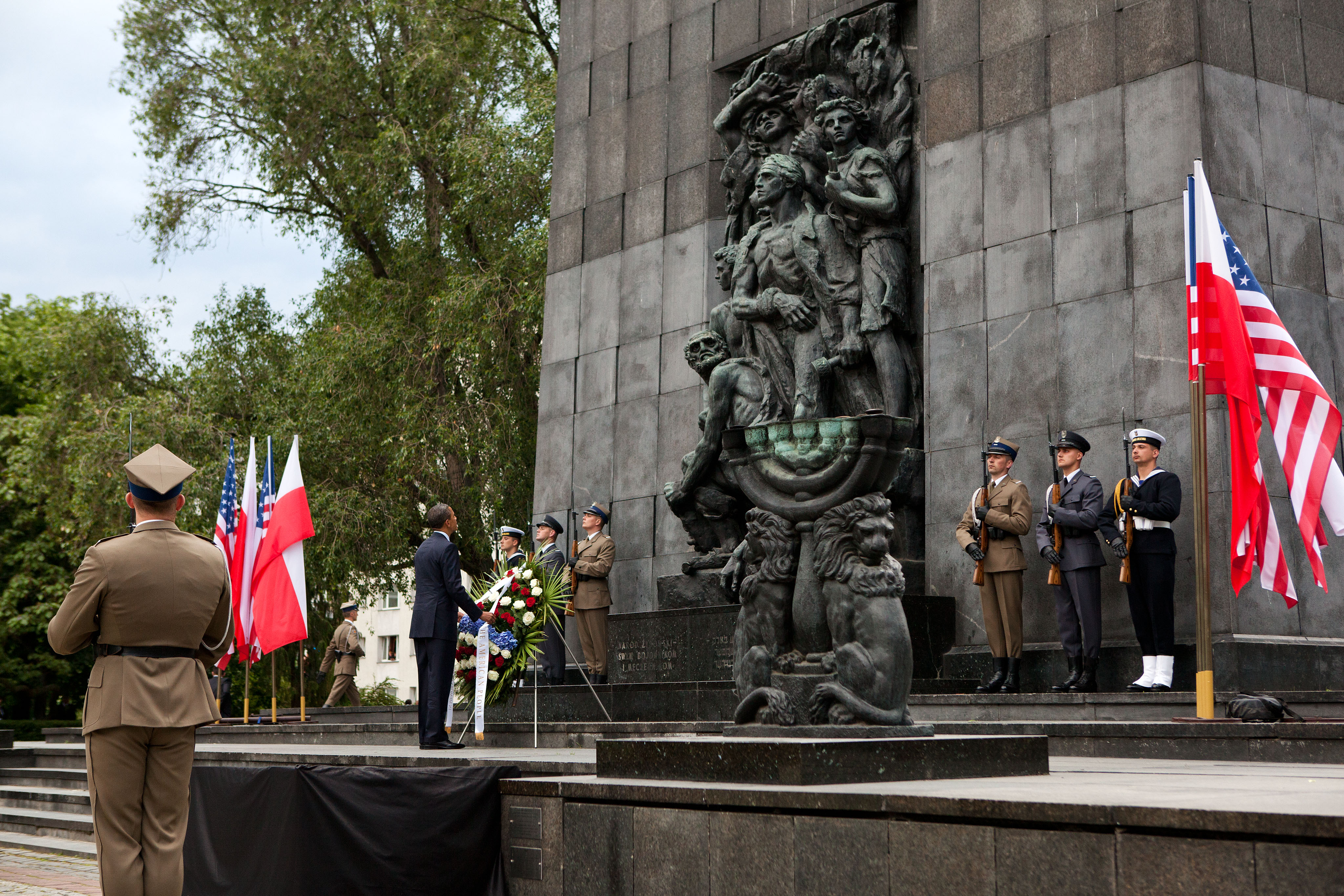
Frente al Museo se encuentra el Monumento a los Héroes del Gueto

El diseño interior fue concebido y supervisado por la empresa con sede en Londres Event Communications, especializada en la consultoría de diseño de museos, junto con empresas locales.
En 2008, el diseño del museo fue galardonado con el Premio Internacional de Arquitectura del Chicago Athenaeum. En 2014, el diseñador Rainer Mahlamäki fue galardonado con el Premio de Arquitectura Finlandia por su diseño del museo.

## Miembros de la organización
El equipo académico de la exposición principal está formado por Barbara Kirshenblatt-Gimblett (Directora de Programa) de la Universidad de Nueva York; Hanna Zaremska, del Instituto de Historia de la Academia Polaca de Ciencias; Adam Teller, de la Universidad de Brown; Igor Kąkolewski, de la Universidad de Varmia y Masuria; Marcin Wodziński, de la Universidad de Breslavia; Samuel Kassow, de Trinity College (Connecticut); Barbara Engelking y Jacek Leociak, del Centro Polaco de Investigación del Holocausto de la Academia Polaca de Ciencias; Helena Datner, del Instituto de Historia Judía de Polonia; y Stanisław Krajewski, de la Universidad de Varsovia. Antony Polonsky de la Universidad de Brandeis, es el historiador jefe de la exposición principal.
La entidad "Amigos americanos del Museo POLIN de Historia de los judíos polacos" (American Friends of POLIN Museum of the History of Polish Jews) es una organización sin ánimo de lucro con sede en Estados Unidos cuyo fin es apoyar la fundación del Museo.
El 17 de junio de 2009, el museo puso en marcha el portal Virtual Shtetl, que recoge y da acceso a la información más importante acerca de la vida los judíos en Polonia antes y después del Holocausto en Polonia. El portal incluye información de más de 1.240 ciudades con mapas, estadísticas y galerías de imágenes, obtenidas en gran medida del material proporcionado por historiadores aficionados locales y por antiguos residentes de esos lugares.

## Exposición principal
La exposición principal ocupa más de 4.000 metros cuadrados de espacio. Consta de ocho galerías que documentan y celebran los mil años de la historia de la comunidad judía en Polonia, que llegó a ser la comunidad judía más grande del mundo y que fue casi totalmente destruida durante el Holocausto. La exposición incluye una narración multimedia con instalaciones interactivas, dibujos e historias orales, entre otros elementos, creada por más de 120 académicos y comisarios. Uno de sus elementos centrales es una réplica de la bóveda y del techo de la sinagoga de Gwoździec, del siglo XVII.

## Galerías

### Bosque
Esta galería cuenta la historia de cómo los judíos llegaron a tierras de la actual Polonia, huyendo de la persecución en Europa Occidental. Durante los siguientes mil años, este territorio acogería a la mayor comunidad judía del mundo.

### Primeros Encuentros (sigloX- 1507)
Esta galería está dedicada a los primeros colonos judíos en Polonia. Los visitantes pueden conocer a Ibrahim ibn Ya'qub, un embajador judío procedente del Califato Omeya de Córdoba, autor de unas famosas notas de viaje por Europa. Uno de los objetos más interesantes presentados en la galería es la primera frase escrita en Yiddish, en el libro de oraciones de 1272.

### Paradisus Iudaeorum (1569-1648)
Esta galería presenta cómo se organizaba la comunidad Judía y qué papel tuvieron los judíos en la economía del país. Uno de los elementos más importantes en esta galería es un modelo interactivo de Cracovia y de la Kazimierz judía, mostrando la rica cultura de la comunidad judía local. Se explica a los visitantes que la tolerancia religiosa hizo de Polonia Paradisus Iudaeorum (paraíso de los judíos). Esta edad de oro de la comunidad judía en Polonia terminó con las matanzas llevadas a cabo durante la Rebelión de Jmelnytsky. 
El título de la galería ha sido objeto de algunas críticas y de debate entre los estudiosos debido a las raíces antisemitas del proverbio del que ha sido tomado, una expresión de condena del siglo XVII al "desenfrenado predominio de los infieles".

### La ciudad judía (1648-1772)
Esta galería presenta la historia de los judíos polacos hasta el período de las particiones. Se muestra un ejemplo de una típica ciudad de frontera donde los judíos constituían una parte significativa de la población. La parte más importante de esta galería es una reconstrucción única de la bóveda y el techo de la sinagoga de Gwoździec, una sinagoga de madera que fue documentada en la Polonia anterior a la guerra.

### Encuentros con la modernidad (1772-1914)
Esta galería presenta el periodo de las particiones de Polonia, cuando los judíos compartieron el destino de la sociedad polaca, dividida entre Austria, Prusia y Rusia. La exposición narra el papel desempeñado por grandes empresarios judíos, como Izrael Kalmanowicz Poznański, en el desarrollo de la revolución industrial en tierras polacas. También se cuentan los cambios en los rituales tradicionales judíos y en otras áreas de la vida, así como la emergencia de nuevos movimientos sociales, políticos y religiosos.

### Una calle judía (1914-1939)
Esta galería está dedicada al periodo de la Segunda República Polaca, que se presenta – a pesar de los desafíos que el joven país tuvo que afrontar– como una segunda edad de oro en la historia de los judíos polacos. Se expone una línea del tiempo gráfica indicando los principales acontecimientos políticos del período de entreguerras. La exposición destaca también el cine, el teatro y la literatura judías de este periodo.

### Holocausto (1939-1944)
Esta galería muestra la tragedia del Holocausto durante la ocupación alemana de Polonia, lo que resultó en la muerte de aproximadamente el 90 por ciento de los 3,3 millones de judíos polacos. Se muestra a los visitantes la historia del Gueto de Varsovia y se presenta a Emanuel Ringelblum y al grupo clandestino de voluntarios conocidos con el nombre en código Oyneg Shabat, quienes recopilaron documentos, testimonios e informes relatando la vida en el Gueto durante la ocupación nazi. La galería también retrata los horrores experimentados por los polacos durante la Segunda Guerra Mundial, así como sus reacciones y respuestas hacia el exterminio de los judíos.

### Años de posguerra (1944 - actualidad)
La última galería muestra el período posterior a 1945, cuando la mayoría de los sobrevivientes del Holocausto emigraron por varias razones, incluyendo la toma del control sobre Polonia durante la posguerra por parte soviética, la hostilidad de una parte de la población polaca y la campaña antisemita favorecida por el propio Estado y llevada a cabo por las autoridades comunistas en 1968. Una fecha importante es el año de 1989, marcando el final de la dominación Soviética, seguido por el resurgimiento de una pequeña pero dinámica comunidad judía en Polonia.
La exposición fue desarrollado por un equipo internacional de académicos y profesionales de los museos procedentes de Polonia, Estados Unidos e Israel, junto con el equipo de comisarios del Museo, bajo la dirección de la Profesora Barbara Kirshenblatt-Gimblett.